# Euphylidorea consimilis
Euphylidorea consimilis är en tvåvingeart. Euphylidorea consimilis ingår i släktet Euphylidorea och familjen småharkrankar.

## Underarter
Arten delas in i följande underarter:
- E. c. consimilis
- E. c. griseipleura